# Trajno vegetativno stanje
Trajno vegetativno stanje je dugotrajno stanje poremećaja svesti uz očuvanu budnost bez spoznaje o okolini. Nastaje kao posledica jake disfunkcije moždanih hemisfera s očuvanjem diencefalona, moždanog stabla, autonomnog sistema, i očuvanih motornih refleksa i |ritma budnosti - spavanje. Bolesnici mogu imati očuvane složene reflekse, koji uključuju pokrete očima, zevanje, nevoljne pokrete na bolni nadražaj, ali ne pokazuju nikakvu spoznaju o sebi, odnosno o okolini. Dijagnoza se postavlja na temelju kliničke slike, a počiva na trajanju takvog stanja. Prognoza je loša, a lečenje potporno. Prestanak aktivnog lečenja treba razmotriti u dogovoru s porodicom.
Za razliku od komatoznih bolesnika, bolesnici u vegetativnom stanju mogu otvoriti oči i imaju očuvan ciklus budnosti–sna, ali poput onih u komi, nemaju osjećaj spoznaje o okolini. Ovo stanje nastaje kad RF ostane funkcionalno očuvana, ali je korteks teško oštećen. Funkcija hipotalamusa i moždanog stabla dovoljna je za preživljavanje, ako je neophodna pravilna medicinska njega.

## Definicija
Postoji nekoliko definicija koje se razlikuju u zavisnosti od tehničke upotrebe u odnosu na laičku upotrebu. Postoje različite pravne implikacije u različitim zemljama.

### Medicinska definicija
Prema britanskom Kraljevskom koledžu lekara u Londonu, perzistentno vegetativno stanje je „doslovno nesvesno stanje koje traje duže od nekoliko nedelja i naziva se perzistentno (ili 'kontinuirano') vegetativno stanje".

### „Vegetativno stanje”
Vegetativno stanje je hronično ili dugotrajno stanje. Ovo stanje se razlikuje od kome: koma je stanje kome nedostaje svesnost i budnost. Pacijenti u vegetativnom stanju mogu da se probude iz kome, ali još uvek nisu povratili svest. U vegetativnom stanju pacijenti mogu povremeno otvarati kapke i pokazivati cikluse spavanja i buđenja, ali im potpuno nedostaju kognitivne funkcije. Vegetativno stanje se naziva i „komatozno bdenje”. Šanse da se povrati svest znatno se smanjuju kako se vreme provedeno u vegetativnom stanju povećava.

### „Trajno vegetativno stanje”
Perzistentno vegetativno stanje je u standardnoj upotrebi (osim u UK) za medicinsku dijagnozu, postavljenu nakon brojnih neuroloških i drugih testova, da je zbog opsežnog i nepovratnog oštećenja mozga malo verovatno da će pacijent ikada postići više funkcije u odnosu na vegetativno stanje. Ova dijagnoza ne znači da je lekar dijagnozirao poboljšanje kao nemoguće, ali otvara mogućnost, u SAD, za sudski zahtev da se prekine održavanje života. Neformalne smernice smatraju da se ova dijagnoza može postaviti nakon četiri nedelje u vegetativnom stanju. Američka sudska praksa je pokazala da su uspešne peticije za prekid podnete nakon dijagnoze trajnog vegetativnog stanja, iako su u nekim slučajevima, kao što je slučaj Teri Skijavo, takve presude izazvale široku kontroverzu.
U Velikoj Britaniji, ovaj termin se obeshrabruje u korist dva preciznije definisana termina koja je snažno preporučio Kraljevski koledž lekara (RCP). Ove smernice preporučuju korišćenje kontinuiranog vegetativnog stanja za pacijente u vegetativnom stanju duže od četiri nedelje. Medicinsko utvrđivanje trajnog vegetativnog stanja može se izvršiti ako se, nakon iscrpnog testiranja i uobičajenog posmatranja od 12 meseci, postavi medicinska dijagnoza da je nemoguće, prema bilo kakvim informisanim medicinskim očekivanjima, da će se mentalno stanje ikada poboljšati. Dakle, „kontinuirano vegetativno stanje“ u UK može ostati dijagnoza u slučajevima koji bi se u SAD ili drugde nazvali „perzistentnim“.
Dok su stvarni kriterijumi testiranja za dijagnozu „trajnosti“ u UK prilično slični kriterijumima za dijagnozu „trajnosti“ u SAD, semantička razlika daje u UK pravnu pretpostavku koja se obično koristi u sudskim zahtevima za prestanak održavanja života. UK dijagnoza se generalno postavlja tek nakon 12 meseci posmatranja statičkog vegetativnog stanja. Dijagnoza perzistentnog vegetativnog stanja u SAD obično i dalje zahteva od podnosioca da dokaže na sudu da je oporavak nemoguć na osnovu informisanog medicinskog mišljenja, dok u UK „stalna“ dijagnoza već daje podnosiocu tu pretpostavku i može da skrati pravni proces.
U uobičajenoj upotrebi, definicije „permanentnog” i „perzistentnog” se ponekad mešaju i koriste naizmenično. Međutim, akronim „PVS“ je namenjen da definiše „perzistentno vegetativno stanje“, bez nužne konotacije permanentnosti, i kao takav se koristi u celom ovom članku. Brajan Dženet, koji je prvobitno skovao termin „perzistentno vegetativno stanje“, sada je preporučio korišćenje britanske podele između kontinuiranog i permanentnog u svojoj knjizi Vegetativno stanje, tvrdeći da „'perzistentna' komponenta ovog termina... može izgledati da sugeriše nepovratnost“.
Australijski Nacionalni savet za zdravstvo i medicinska istraživanja je predložio „nereagovanje posle kome“ kao alternativni termin za „vegetativno stanje“ uopšte.

### Nedostatak pravne jasnoće
Za razliku od moždane smrti, trajno vegetativno stanje (PVS) je priznato statutom kao smrt u samo nekoliko pravnih sistema. U SAD, sudovi su zahtevali peticije pre prestanka životnog održavanja koje pokazuju da je bilo kakav oporavak kognitivnih funkcija izvan vegetativnog stanja procenjen kao nemoguć prema autoritativnom medicinskom mišljenju. U Engleskoj, Velsu i Škotskoj, pravni presedan za povlačenje klinički potpomognute ishrane i hidratacije u slučajevima pacijenata u PVS postavljen je 1993. godine u slučaju Tonija Blanda, koji je pretrpeo katastrofalnu anoksičnu povredu mozga u katastrofi u Hilsborou 1989. godine. Više nije potrebna prijava Sudu za zaštitu pre nego što se ishrana i hidratacija mogu povući ili uskratiti pacijentima sa PVS (ili 'minimalno svesnim' – MCS).
Ova pravna siva zona dovela je do glasnih zagovornika da onima u PVS treba dozvoliti da umru. Drugi su jednako odlučni da, ako je oporavak iole moguć, negu treba nastaviti. Postojanje malog broja dijagnoziranih PVS slučajeva koji su na kraju doveli do poboljšanja čini definisanje oporavka kao „nemogućeg“ posebno teškim u pravnom smislu. Ovo pravno i etičko pitanje postavlja pitanja autonomije, kvaliteta života, odgovarajuće upotrebe resursa, želja članova porodice i profesionalnih odgovornosti.

## Simptomi, znakovi i dijagnoza
Bolesnici ne pokazuju nikakve znakove spoznaje o sebi ili okolini te nisu u mogućnosti stupiti u interakciju s drugima. Ne postoje očuvani smisleni odgovori na spoljašnji nadražaj, kao što su razumevanje govora i mimika.
Mogu se ispitati znakovi očuvane funkcije RF (npr. otvaranje očiju, povremeno buđenje s nepravilnim ciklusima budnost–spavanje) i moždanog stabla (npr. reaktivne zenice, okulocefalički refleksi). Također su prisutni složeniji refleksi moždanog stabla koji uključuju zevanje, žvakanje, gutanje i, retko trbušno oglašavanje. Refleksi budnosti i preplašenosti mogu biti očuvani; npr. glasni zvukovi ili bljeskanje jakim svetlom mogu izazvati otvaranje očiju. Oči mogu suziti. Spontani lutajući pokreti očima—obično spori i trajne brzine bez sakadičnih pokreta — mogu se nepravilno protumačiti kao voljno praćenje i mogu uznemiriti članove porodice.
Udovi se mogu pomicati, ali prisutni su samo primitivni svrsishodni motorni odgovori (npr. hvatanje predmeta koji dotakne šaku). Bolni podražaj može izazvati dekortikacijski ili decerebracijski položaj ili samo polusvrsishodno, odnosno odsutno je izbjegavanje. Bolesnici su inkontinentni. Vlastiti refleksi, te funkcija moždanih živaca je obično očuvana.
Dijagnoza se postavlja prema tipičnim simptomima i znakovima u okviru povrede SŽS–a. Slikovni prikaz mozga, EEG i somatosenzorni evocirani potencijali obično ne pomažu pri postavljanju dijagnoze.

## Prognoza i liječenje
Oporavak iz vegetativnog stanja  redak je nakon 3 meseca, ako je oštećenje mozga netraumatsko, ili nakon 12 mjeseci ako je oštećenje mozga traumatsko. U najboljem slučaju, oporavak uključuje umerenu do jaku invalidnost. Rijetko, poboljšanje nastaje kasno; nakon 5 godina, oko 3% bolesnika može povratiti sposobnost komunikacije i razumijevanja, ali povratak u nezavisnost kod svakodnevnog funkcioniranja još je ređi, a niti jedan bolesnik se još nije oporavio u potpunosti.
Mnogi bolesnici koji se nalaze u trajnom vegetativnom stanju umiru unutar 6 meseci od upale pluća, upale mokraćnih puteva, opšteg sistemskog zatajenja ili nagle smrti nepoznatog uzroka. Za ostale, očekivano vreme preživljenja je oko 2 do 5 godina, premda nekolicina bolesnika može živjeti nekoliko decenija.
Lečenjem se pokušavaju sprečiti sistemski poremećaji (npr. upala pluća, upala mokraćnih putova), osigurava se dobra prehrana, sprečava nastanak kožnih povreda (dekubitusa) i sprovodi se fizička terapija kako bi se sprečio nastanak kontraktura. Bolesnici ne mogu osetiti bol, ali mogu da reaguju na bolni podražaj refleksnim motornim odgovorom. Odluke o održavanju života mogu uključivati socijalnu službu, bolnička etička komisije i česte razgovore s članovima porodice. Održavanje života kod bolesnika u trajnom vegetativnom stanju za više od 6 mjeseci, posebno onih bez jasnih uputa o prekidanju održavanja života, dovodi do legalnih, socijalnih i etičkih problema.

## Literatura
- Sarà, M.; Sacco, S.; Cipolla, F.; Onorati, P.; Scoppetta, C; Albertini, G; Carolei, A (2007). „An unexpected recovery from permanent vegetative state”. Brain Injury. 21 (1): 101—103. PMID 17364525. doi:10.1080/02699050601151761.
- Canavero S,  . (2009). „Recovery of consciousness following bifocal extradural cortical stimulation in a permanently vegetative patient”. Journal of Neurology. 256 (5): 834—6. PMID 19252808. doi:10.1007/s00415-009-5019-4.
- Canavero S (2009). Textbook of therapeutic cortical stimulation. New York: Nova Science. ISBN 9781606925379.
- Canavero S, Massa-Micon B, Cauda F, Montanaro E (maj 2009). „Bifocal extradural cortical stimulation-induced recovery of consciousness in the permanent post-traumatic vegetative state”. J Neurol. 256 (5): 834—6. PMID 19252808. doi:10.1007/s00415-009-5019-4.
- Connolly K (23. 11. 2009). „Car crash victim trapped in a coma for 23 years was conscious”. The Guardian.
- Machado C, Estévez M, Rodríguez R, Pérez-Nellar J, Gutiérrez J, Carballo M, Olivares A, Fleitas M, Pando A, Beltrán C (јануар 2012). „A Cuban perspective on management of persistent vegetative state”. MEDICC Review. 14 (1): 44—48. PMID 22334112. doi:10.37757/MR2012V14.N1.3.

## Spoljašnje veze
|  | Molimo Vas, obratite pažnju na važno upozorenje u vezi sa temama iz oblasti medicine (zdravlja). |